# 대한민국 민법 제407조
대한민국 민법 제407조는 채권자취소의 효력에 대한 민법 채권법조문이다.

## 조문
제407조(채권자취소의 효력) 전조의 규정에 의한 취소와 원상회복은 모든 채권자의 이익을 위하여 그 효력이 있다.

第407條(債權者取消의 效力) 前條의 規定에 依한 取消와 原狀回復은 모든 債權者의 利益을 爲하여 그 效力이 있다.

## 판례
- 사해행위의 목적부동산에 수익자에 대한 채권자(을)의 가압류등기가 경료된 후 채무자와 수익자 사이의 위 부동산에 관한 매매계약이 사해행위라는 이유로 취소되어 수익자 명의의 소유권이전등기가 말소되었다 하더라도 사해행위의 취소는 상대적 효력밖에 없어 특단의 사정이 없는 한 가압류의 효력이 당연히 소멸되는 것은 아니므로 채무자로부터 위 부동산을 전전하여 양도받은 자는 가압류의 부담이 있는 소유권을 취득한다[1]
- 사해행위의 취소와 원상회복은 모든 채권자의 이익을 위하여 그 효력이 있으므로(민법 제407조), 채권자취소권의 행사로 채무자에게 회복된 재산에 대하여 취소채권자가 우선변제권을 가지는 것이 아니라 다른 채권자도 총채권액 중 자기의 채권에 해당하는 안분액을 변제받을 수 있는 것이지만, 이는 채권의 공동담보로 회복된 채무자의 책임재산으로부터 민사집행법 등의 법률상 절차를 거쳐 다른 채권자도 안분액을 지급받을 수 있다는 것을 의미하는 것일 뿐, 다른 채권자가 이러한 법률상 절차를 거치지 아니하고 취소채권자를 상대로 하여 안분액의 지급을 직접 구할 수 있는 권리를 취득한다거나, 취소채권자에게 인도받은 재산 또는 가액배상금에 대한 분배의무가 인정된다고 볼 수는 없다. 가액배상금을 수령한 취소채권자가 이러한 분배의무를 부담하지 아니함으로 인하여 사실상 우선변제를 받는 불공평한 결과를 초래하는 경우가 생기더라도, 이러한 불공평은 채무자에 대한 파산절차 등 도산절차를 통하여 시정하거나 가액배상금의 분배절차에 관한 별도의 법률 규정을 마련하여 개선하는 것은 별론으로 하고, 현행 채권자취소 관련 규정의 해석상으로는 불가피하다.[2]
- 채권자가 사해행위 취소의 소를 제기하여 승소한 경우 취소의 효력은 민법 제407조에 따라 모든 채권자의 이익을 위하여 미치므로 수익자는 채무자의 다른 채권자에 대하여도 사해행위의 취소로 인한 소유권이전등기의 말소등기의무를 부담하는 점, 등기절차상의 흠을 이유로 말소된 소유권이전등기가 회복되더라도 다른 채권자가 사해행위취소판결에 따라 사해행위가 취소되었다는 사정을 들어 수익자를 상대로 다시 소유권이전등기의 말소를 청구하면 수익자는 말소등기를 해 줄 수밖에 없어서 결국 말소된 소유권이전등기가 회복되기 전의 상태로 돌아가는데 이와 같은 불필요한 절차를 거치게 할 필요가 없는 점 등에 비추어 보면, 사해행위 취소 및 원상회복으로 소유권이전등기의 말소를 명한 판결의 소송당사자가 아닌 다른 채권자가 위 판결에 기하여 채무자를 대위하여 마친 말소등기는 등기절차상의 흠에도 불구하고 실체관계에 부합하는 등기로서 유효하다.[3]

## 참고 문헌
- 김진하. "중첩된 가액배상판결과 민법 제407조 - 대법원 2022. 8. 11. 선고 2018다202774 판결." 사법 1.64 (2023): 269-308.
- 강혜림. "민법 제407조 해석에 관한 논의 - 일본 개정민법을 중심으로 -." 경희법학 53.4 (2018): 97-147.
- 임소연. "사해행위 취소의 상대적 효력과 민법 제407조에 관한 연구." 법학연구 21.3 (2018): 39-69.
- 김창희. "가액반환을 명하는 사해행위취소판결과 민법 제407조." 법학논총 45.4 (2021): 205-231.
- 이현재. "사해행위취소소송과 민법 제407조의 법적 성질." 법학논총 33.2 (2016): 215-244.
- 이해찬. (2019). 민법 제407조(채권자취소권에서의 채권자평등주의)에 대한 연구 : 적용과 그 한계를 중심으로 [석사학위논문, 서울대학교].
- 오세영. (2024). 채권자 취소소송에 있어서 취소채권자의 사실상 우선변제권과 민법 제407조의 관계 -대법원 2008. 6. 12. 선고 2007다37837 판결을 중심으로-. 저스티스,(205), 637-672.
- 김송. (2017). 사해행위취소의 효력과 민법 제407조의 법적 성격 - 2015. 11. 17. 선고 2013다84995 판결 -. 法學論文集, 41(1), 108-131.
- 이현재. (2016). 사해행위취소소송과 민법 제407조의 법적 성질. 법학논총, 33(2), 215-244.

## 같이 보기
- 채권자취소권
- 대한민국 민법 제406조 채권자취소권